# Heraclia atriventralis
Heraclia atriventralis là một loài bướm đêm trong họ Noctuidae.